# Román de la Calle
Román de la Calle (Alcoi, 1942) és catedràtic d'Estètica i Teoria de les Arts de la Universitat de València i President de la Reial Acadèmia de Belles Arts de Sant Carles, és president honorari de l'Associació Valenciana de Crítics d'Art, membre del Consell Rector de l'Institut Valencià d'Art Modern (IVAM), del Patronat del Museu de la Universitat d'Alacant (MUA) i del Patronat Especial Martínez Guerricabeitia, de la Fundació General de la Universitat de València.
Román de la Calle va rebre la Creu d'Alfons X el Savi i la Medalla de Plata al Mèrit Professional del Ministeri d'Educació. Va ser premi extraordinari de Llicenciatura amb la memòria dedicada a la teoria de l'art de Gyorgy Lukács.
A la dècada de 1960 va escriure poesia en valencià recollida en els llibres Pedres a les mans, (1964) i Poetes valencians del segle XX.
El 25 de febrer de 2004 va ser nomenat per la diputació de València director del Museu Valencià de la Il·lustració i la Modernitat (MUVIM) tot compatibilittzant-ho amb la direcció de l'Aula d'Arts de la Institució Alfons el Magnànim de València.
Com a conseqüència de la supressió de deu fotografies de l'exposició Fragments d'un any que Román de la Calle va qualificar de censura el 8 de març del 2010 va dimitir del càrrec de director del Museu Valencià de la Il·lustració i la Modernitat. La majoria de les imatges excloses de l'exposició pertanyien a l'entorn del Partit Popular. El president de la Diputació de València, Alfonso Rus, justificà l'acció amb l'argument que «les exposicions són exposicions, i no política». El 8 de setembre de 2010, a més, fou destituït com a director de l'Aula d'Arts de la Institució Alfons el Magnànim. El maig de 2016 tornà a dirigir les col·leccions d'art del Magnànim.

## Obres
- Entorno al hecho artístico (1981)
- La realidad de lo imaginario (1981)
- La concreción del lenguaje plástico (1983)
- Lineamientos de estética (1984)
- Lukács: Estética y poética (1985)
- Paisaje con síntesis (1993)
- La imatge de les imatges (1998)
- L'Educació per l'art: Valors pedagógics i estétics de la modernitat (2000)
- Senderos entre el arte y lo sagrado (2001)
- A propósito de la crítica y otros ensayos (2004)
- Sobre el descrèdit de la modernitat.  València: Universitat de València, 2011. ISBN 9788437082592.
- Experiència estètica i crítica d'art: Estudis al voltant de tretze artistes i tres col·lectius de les comarques del sud del País Valencià (2019)